# 青木陸
青木 陸（あおき りく、1997年11月11日 - ）は、山形県天童市出身の元プロ野球選手（内野手）。右投右打。

## 経歴
小学校4年生の時に成生ファイヤードラゴンズにて野球を始め、中学時代にはボーイズリーグに所属する仙台ボーイズに所属した。
山形中央高校進学後、1年生春期からベンチ入りを果たし、秋から三塁手としてレギュラーとなった。2年生の夏には第96回全国高等学校野球選手権大会に出場、チームは3回戦まで進出し、青木は本塁打も記録した。秋には捕手に転向、3年生の夏は山形大会準決勝で敗退し連続の出場はならなかったが、高校通算46本の本塁打を記録した。
2015年10月22日に行われたドラフト会議で広島東洋カープから内野手として7位指名を受け、11月5日に契約金2000万円、年俸420万円で合意、12月7日入団した。
しかし、3年間で一軍出場はなく、二軍でも3年間で通算91試合出場、打率.179といった成績で、2018年シーズン終了後に戦力外となった。
広島退団後は一般企業就職予定としていた。｛2020年2月、学生野球資格回復が認定されたことが明らかになった。
広島退団後は、故郷の山形県に戻りクラブチームや軟式野球チームに所属している。

## 詳細情報

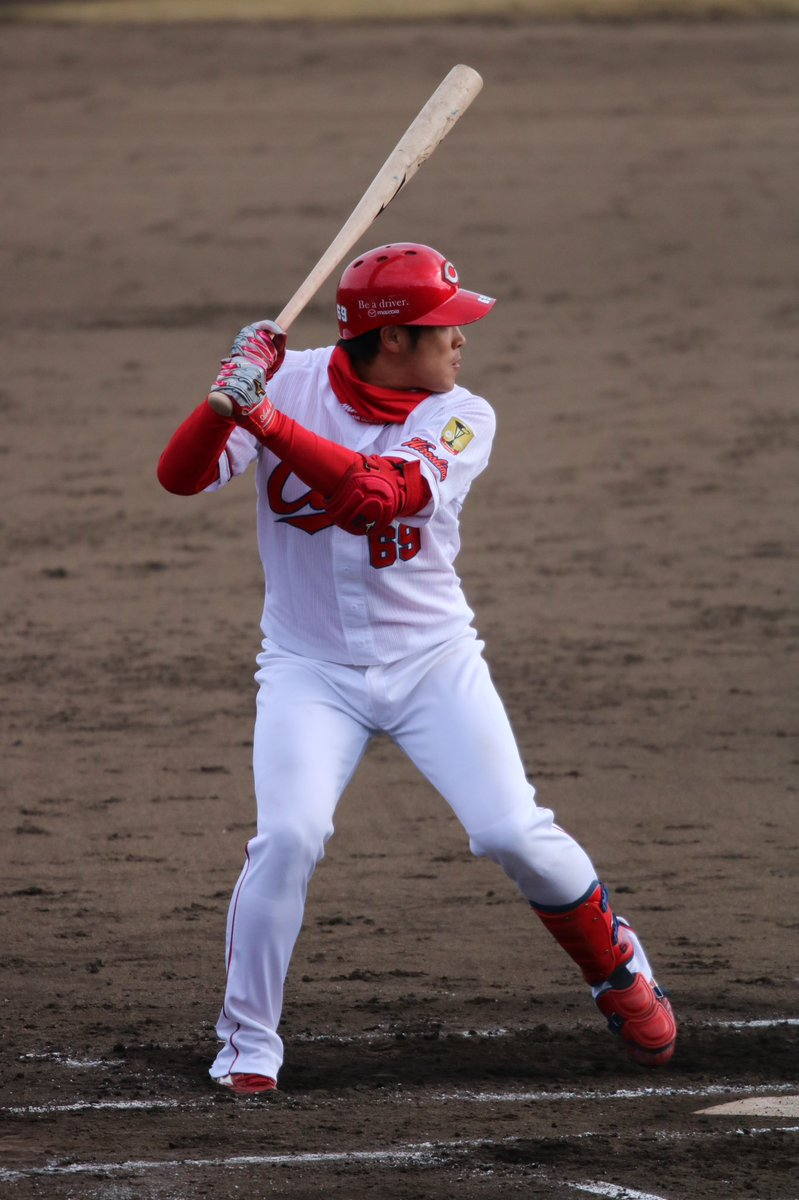
打撃フォーム
（2017年11月20日 由宇練習場にて）

### 年度別打撃成績
- 一軍公式戦出場なし

### 背番号
- 69（2016年 - 2018年）